# Relaciones Austria-Chile
Relaciones Austria-Chile o relaciones chileno-austriacas son las relaciones internacionales entre la República de Austria y la República de Chile. 

## Historia

### sigloXIX
En 1846, el Imperio austrohúngaro y Chile intercambiaron cartas de reconocimiento que hicieron de Chile la primera nación latinoamericana en ser reconocida por el Imperio Habsburgo. En 1870 se firmó un Tratado de Amistad, Comercio y Navegación entre el Imperio Austrohúngaro y Chile. Una legación diplomática del Imperio Austrohúngaro se abrió en 1903 en Santiago. Ese mismo año, Chile abrió una legación diplomática en Viena.
Las relaciones entre ambos países se vieron estrechadas a mediados del siglo XIX, con la llegada de inmigrantes austriacos a Chile, quienes motivados por las hambrunas en Europa y la expulsión de los protestantes de Austria produjeron una oleada migratoria hacia varios países de América, que en el caso chileno, se radicaron principalmente en las cercanías a las zonas de fuerte inmigración alemana y suiza en el sur del país. Uno de los más notables asentamientos tiroleses en Chile es la localidad de Los Bajos, en Frutillar, Provincia de Llanquihue.
La localidad de Nueva Braunau fue nombrada así en 1875 por los colonos fundadores austrohúngaros provenientes de la actual Broumov, República Checa.

### sigloXX
Como consecuencia del golpe de Estado en Chile de 1973, el gobierno austriaco recibió a 1.500 exiliados políticos del Régimen Militar encabezado por Augusto Pinochet. 
En 1991, el ministro Enrique Silva Cimma, fue el primer canciller chileno en visitar la nación de Europa Central. Asimismo, en 1993, el canciller federal de Austria, Franz Vranitzky, fue el primer jefe de gobierno austriaco en realizar una visita oficial a Chile.

### sigloXXI
Se ha habido un acercamiento importante bilateral dentro del contexto de la Cumbre América Latina, el Caribe y la Unión Europea (EU-LAC). En 2008, el canciller austriaco, Alfred Gusenbauer, realizó una visita oficial a Chile.
En mayo de 2006, la presidenta chilena, Michelle Bachelet, realizó una visita de Estado a Austria, donde se reunió en el Ayuntamiento de Viena con centenares de chilenos residentes.

## Relaciones económicas
Las relaciones económicas entre estos dos países se rige principalmente por el Acuerdo de Asociación Económica (AAE) que Chile suscribió con la Unión Europea y que entró en vigencia el 1 de febrero de 2003. Ambas naciones son miembros plenos de la Organización para la Cooperación y el Desarrollo Económicos (OCDE). En 2022, el intercambio comercial entre ambos países ascendió a los 407 millones de dólares estadounidenses, lo que supuso un 2,9% de crecimiento promedio anual en los últimos cinco años. Los principales productos exportados por Chile fueron trióxido de molibdeno, nueces, y grasas y aceites, mientras que Austria exportó mayoritariamente agua  azucarada y medicamentos hormonales.
En turismo, tanto los ciudadanos chilenos y austriacos se encuentran liberados del requisito de visado para ingresos temporales de un país en el otro por un máximo de 90 días dentro de un plazo de 180 días, por razones turísticas, negocios o visitas. Chile firmó un acuerdo "Working Holiday" con Austria, permitiendo el ingreso de ciudadanos entre 18 y 30 años al otro país con una estancia de 1 año.

## Misiones diplomáticas
Los primeros contactos diplomáticos bilaterales datan de 1846, cuando Austria era parte del Imperio austríaco: 
- Austria tiene una embajada en Santiago.[8]
- Chile tiene una embajada en Viena.[9]

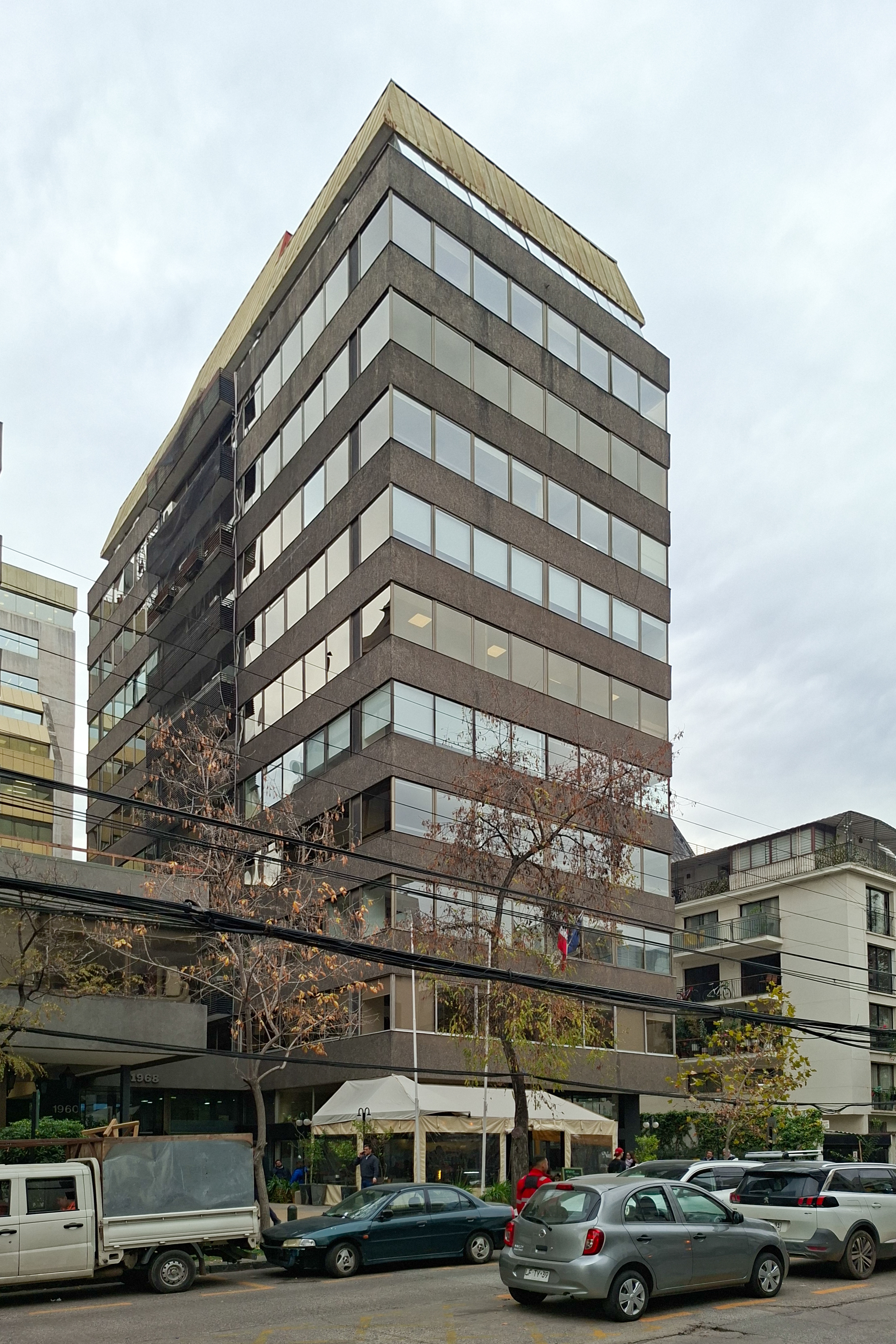
Embajada de Austria en Santiago de Chile
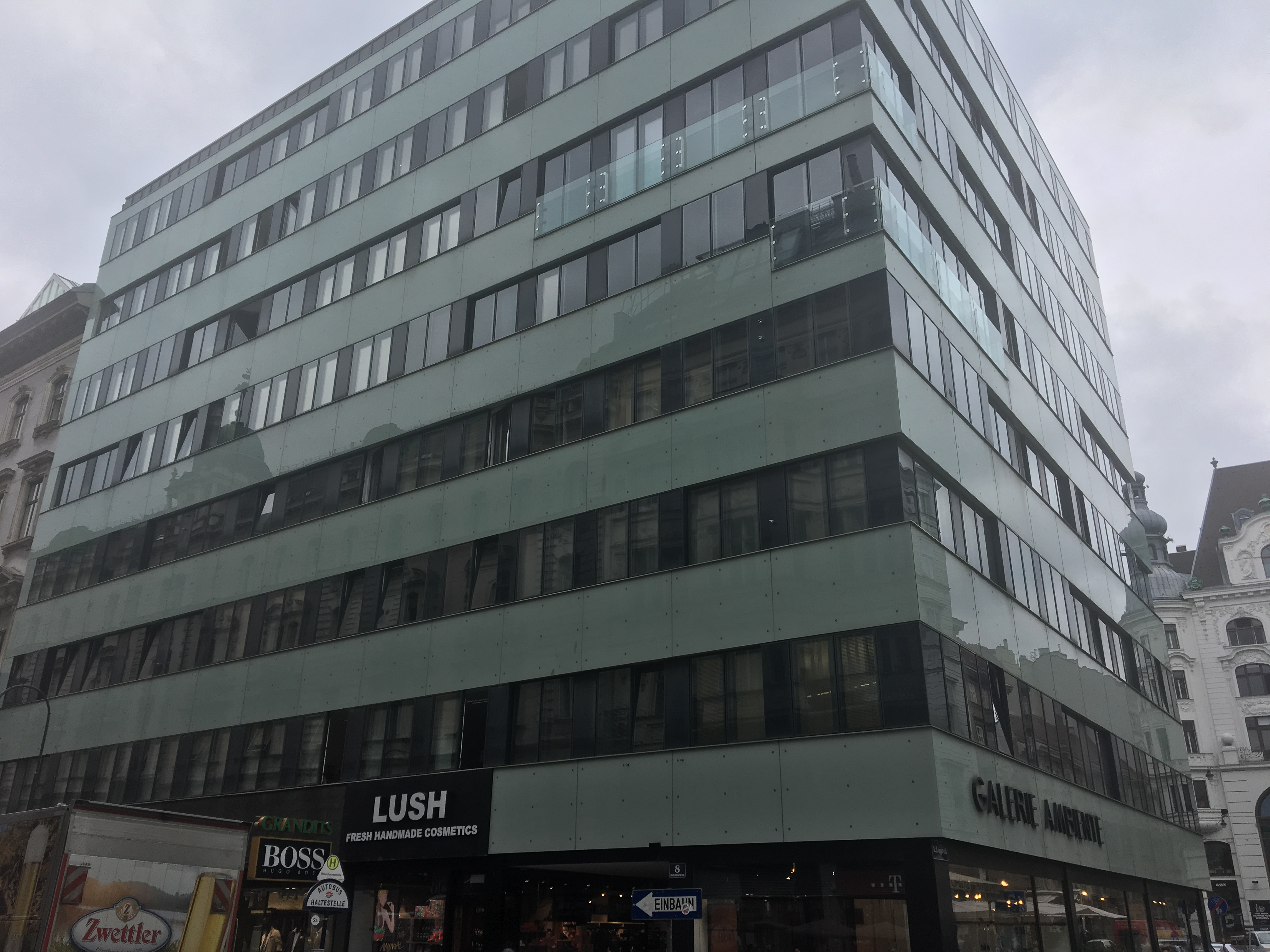
Edificio alojando a la Embajada de Chile en Viena